# Rock im Park 2001
Rock In The Park es un álbum en vivo de Limp Bizkit, editado el 31 de marzo de 2008 en el Reino Unido (8 de julio de 2008 en Estados Unidos). El DVD/CD corresponde a una presentación en el festival alemán Rock Am Park, realizado el 1 de junio de 2001.
El nuevo trabajo fue editado en 2 versiones, una como DVD simple, y en una edición especial de 2 discos -CD y DVD-. Además el DVD incluye una entrevista exclusiva a Leor Dimant, más conocido como DJ Lethal.
Se documenta la banda a la altura de su popularidad y captura a su conjunto en la im de Rock Park festival en Núremberg, Alemania en 2001. Este es uno de los últimos espectáculos que presenta la alineación "clásica" de la banda tocando juntos; Fred Durst en la voz, Wes Borland en la guitarra, Sam Rivers en el bajo, John Otto en la batería y DJ Lethal en sonidos adicionales. Rock im que Park 2001 viene en dos paquetes diferentes, sólo uno, que contiene un DVD que tiene dos versiones del concierto (minuto 85 TV editar y 75 minutos remix), así como una entrevista de bono con DJ Lethal desde 2006 y ser un CD/DVD de otro paquete conjunto que tiene la versión remix del concierto en ambos discos. El folleto de ambos paquetes tiene una biografía de la banda y una discografía.

## Lista de canciones
1. "Hot Dog" (4:00)
2. "Show Me What You Got" (4:13)
3. "Break Stuff" (4:16)
4. "The One" (5:13)
5. "Livin' It Up" (6:29)
6. "My Generation" (4:33)
7. "Re-Arranged" (5:09)
8. "Master of Puppets" (1:42)
9. "Faith" (2:25)
10. "Full Nelson" (4:44)
11. "My Way" (4:21)
12. "Nookie" (6:49)
13. "I Would for You" (5:22) (Cover of Jane's Addiction)
14. "Take a Look Around" (5:53)
15. "Rollin' (Air Raid Vehicle)" (3:24)

## Datos
- El DVD/CD contiene una versión de Master Of Puppets de Metallica, interpretada por Wes Borland.
- El libro donde figuran las letras de las canciones, contiene una biografía del grupo y también una discografía donde figura The Unquestionable Truth Part 2 como un trabajo en proceso.

## Créditos
- Fred Durst - Cantante
- Wes Borland - Guitarra
- Sam Rivers - Bajo
- John Otto - Batería
- DJ Lethal - DJ

- Datos: Q2299457